# Schänis
Schänis (toponimo tedesco) è un comune svizzero di 4 154 abitanti del Canton San Gallo, nel distretto di See-Gaster.

## Geografia fisica

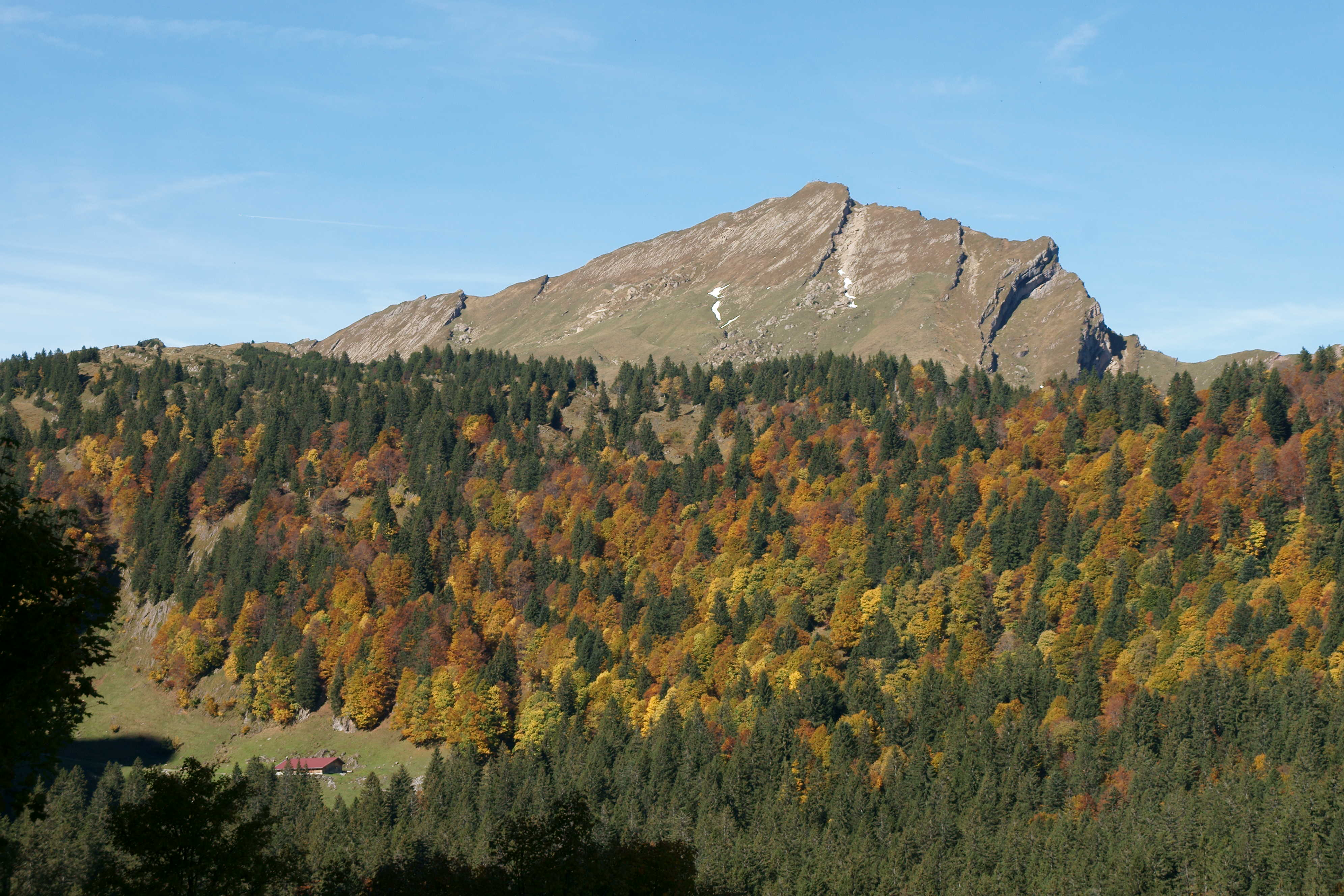
Il monte Speer visto da sudovest

Il territorio del comune di Schänis si estende dalla pianura della Linth, sulla sponda destra del fiume, ai rilievi del monte Speer.

## Storia
Schänis fu capoluogo della signoria del Gaster fino al 1798, anno in cui fu istituito il comune politico.

## Monumenti e luoghi d'interesse

### Architetture religiose
- Ex abbazia di Schänis, capitolo secolare di canonichesse nobili fondato all'inizio del IX secolo e soppressa nel 1811[4]:
  - Resti della chiesa carolingia (IX secolo);
  - Resti della basilica romanica (XII secolo);
  - Campanile (1486-1487);
  - Coro gotico (1506-1507);
  - Interno barocco (1778-1781, ampliato nel 1910-1912);
  - Campanile della cappella di San Gallo, unica torre rotonda romanica conservatasi in Svizzera;
- Chiesa parrocchiale cattolica di San Sebastiano, eretta nel Medioevo[4].

### Aree archeologiche
- Rovine della torre romana Biberlikopf, datata al I secolo a.C.[5];
- Rovine della fortezza di Nieder-Windegg, abbandonata nel 1438[3].

## Società

### Evoluzione demografica
L'evoluzione demografica è riportata nella seguente tabella:
Abitanti censiti

## Geografia antropica

### Frazioni
Le frazioni di Schänis sono:
- Dorf
- Maseltrangen[7]
- Rufi
- Rütiberg

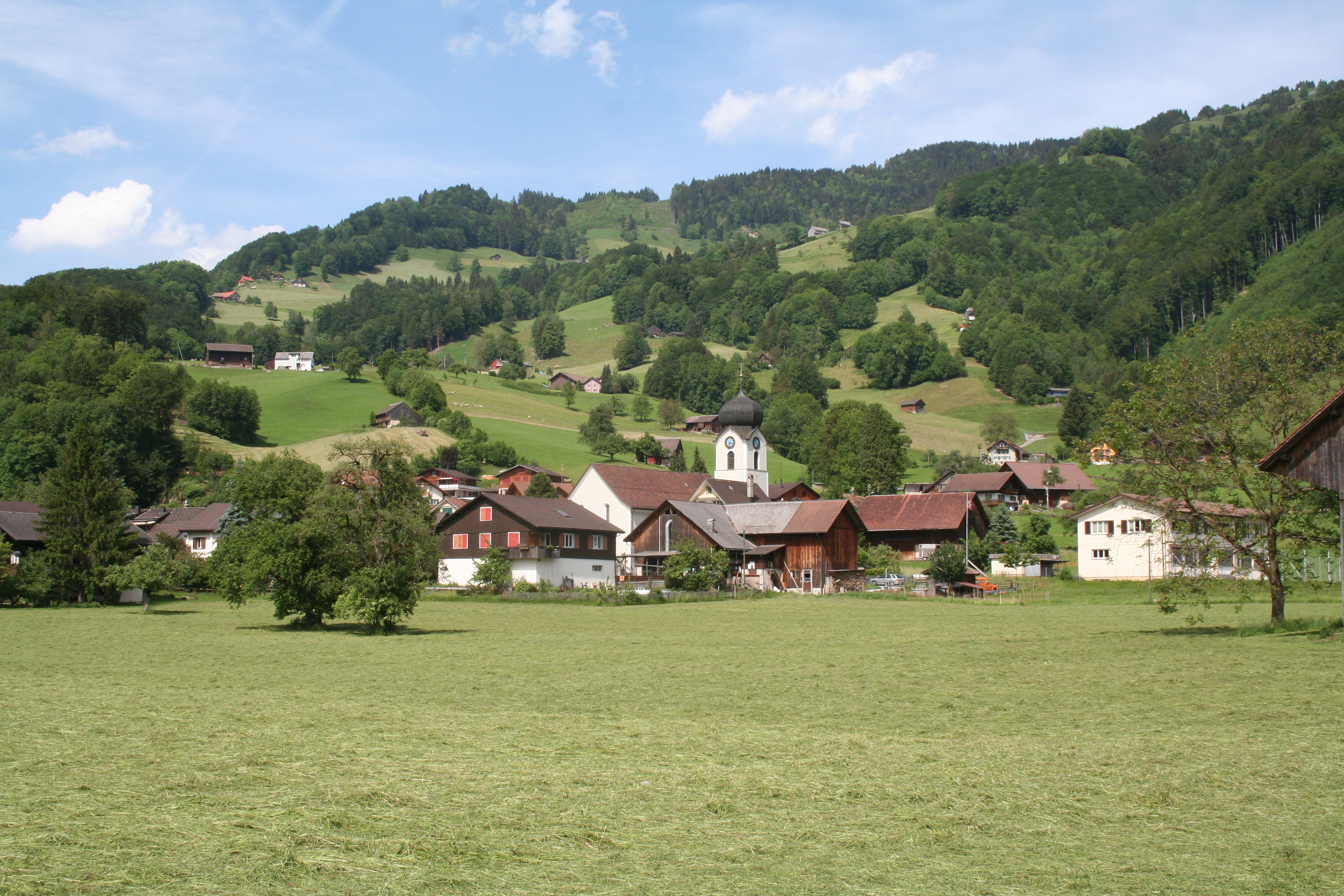
Maseltrangen

- Ziegelbrücke (esteso principalmente nel limitrofo comune di Glarona Nord)[8]

## Economia
Paese tradizionalmente agricolo, nella secondo metà del XX secolo Schänis ha conosciuto lo sviluppo prima dell'industria e poi dei servizi, sebbene il settore primario continui a contribuire in maniera rilevante all'economia locale.

## Infrastrutture e trasporti

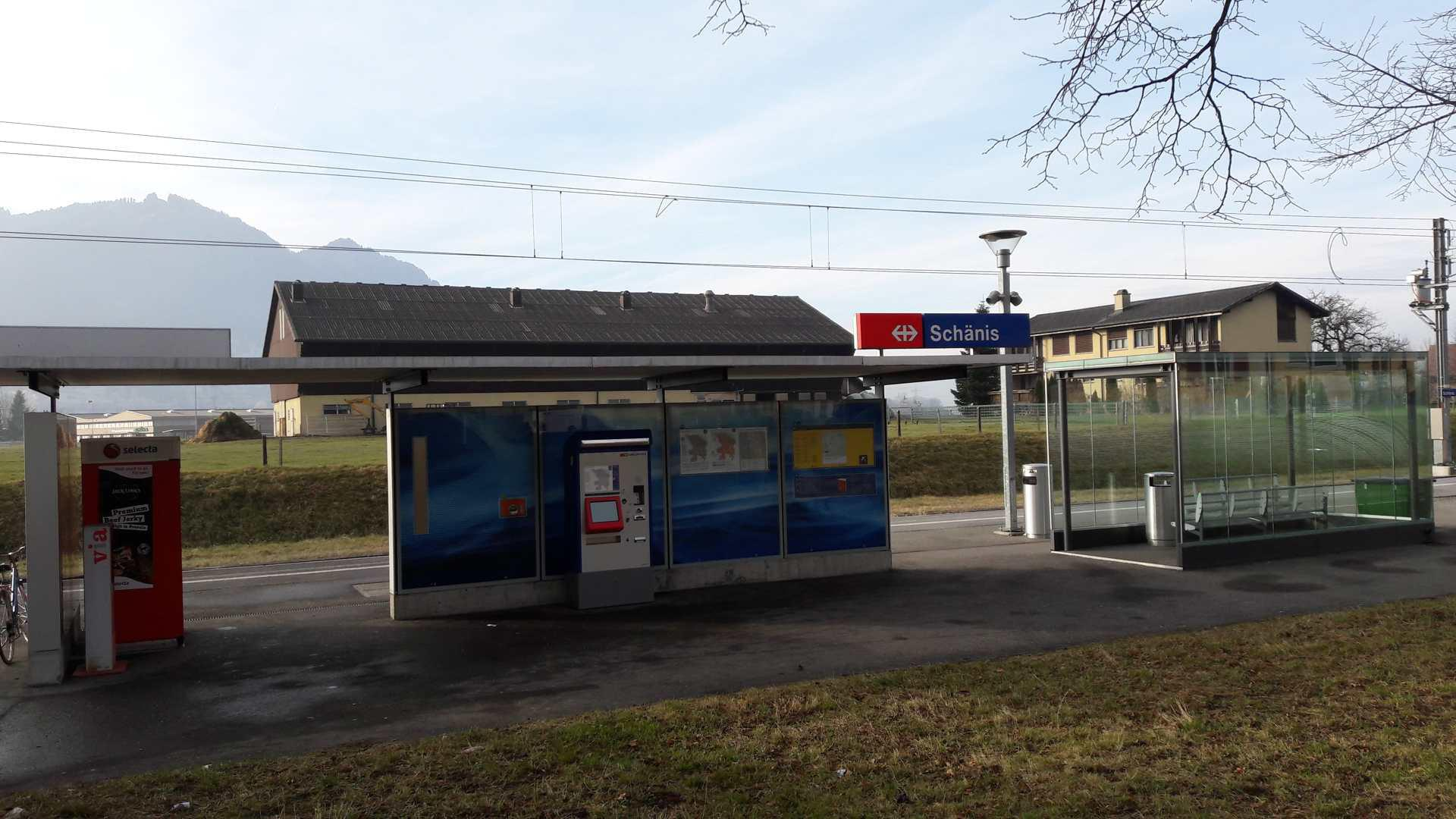
La stazione di Schänis

Schänis è attraversato dalla strada principale 17 ed è servito dall'omonima stazione sulla ferrovia Rapperswil-Ziegelbrücke (linea S6 della rete celere di San Gallo) e da quella di Ziegelbrücke, capolinea delle linee per Rapperswil, per Zurigo (linee S2 e S25 della rete celere di Zurigo), per Linthal (linea S25 della rete celere di Zurigo, linea S6 della rete celere di San Gallo) e per Sargans (linea S4 della rete celere di San Gallo).